# Élie Youan
Thody Élie Youan (Nantes, 1999. április 7. –) francia korosztályos válogatott labdarúgó, a skót Hibernian csatárja kölcsönben a svájci St. Gallen csapatától.

## Pályafutása

### Klubcsapatokban
Thody Élie Youan Nantes városában született. Az ifjúsági pályafutását 2006-ban, a helyi Nantesnél kezdte. 
2016-ban mutatkozott be a Nantes tartalékcsapatában, ahol rendkívül sikeres volt, 47 mérkőzésen 15 gólt szerzett. 2018-ban debütált a Ligue 1-ben felnőtt csapatban. Először a 2019. május 24-ei, Strasbourg elleni mérkőzén lépett pályára.
A 2020–2021-es szezonban kölcsönjátékosként a svájci St. Gallen csapatában szerepelt. Első két gólját a 2020. december 9-én, az Zürich ellen szerezte. 2021. július 7-én a lehetőséggel élve véglegesen szerződtette a svájci klub. 2022. január 31-én féléves kölcsönszerződést kötött a belga Mechelen együttesével. Február 6-án, a Beerschot VA elleni mérkőzés 83. percében Hugo Cuypers cseréjeként debütált. A 2022–23-as szezonban szintén kölcsönben a Hibernian csapatát erősítette. 2023 nyarán a skót klubhoz írt alá.

### A válogatottban
Youan tagja volt a francia U18-as, U19-es és U20-as válogatottnak is.

## Statisztikák
2023. május 6. szerint
| Klub                    | Szezon   | Osztály              | Bajnokság | Bajnokság | Kupa  | Kupa | Nemzetközi | Nemzetközi | Összesen | Összesen |
| Klub                    | Szezon   | Osztály              | Meccs     | Gól       | Meccs | Gól  | Meccs      | Gól        | Meccs    | Gól      |
| ----------------------- | -------- | -------------------- | --------- | --------- | ----- | ---- | ---------- | ---------- | -------- | -------- |
| Nantes                  | 2018–19  | Ligue 1              | 1         | 0         | 0     | 0    | —          | —          | 1        | 0        |
| Nantes                  | 2019–20  | Ligue 1              | 5         | 0         | 2     | 1    | —          | —          | 7        | 1        |
| Nantes                  | Összesen | Összesen             | 6         | 0         | 2     | 1    | 0          | 0          | 8        | 1        |
| St. Gallen (kölcsönben) | 2020–21  | Swiss Super League   | 29        | 5         | 3     | 0    | 1          | 0          | 33       | 5        |
| St. Gallen              | 2021–22  | Swiss Super League   | 18        | 6         | 3     | 1    | 0          | 0          | 21       | 7        |
| St. Gallen              | Összesen | Összesen             | 47        | 11        | 6     | 1    | 1          | 0          | 54       | 12       |
| Mechelen (kölcsönben)   | 2021–22  | Jupiler League       | 4         | 0         | 0     | 0    | 0          | 0          | 4        | 0        |
| Hibernian (kölcsönben)  | 2022–23  | Scottish Premiership | 32        | 7         | 1     | 0    | 0          | 0          | 33       | 7        |
| Összesen                | Összesen | Összesen             | 89        | 18        | 9     | 2    | 1          | 0          | 99       | 20       |

## Sikerei, díjai
St. Gallen
- Svájci Kupa
  - Döntős (2): 2020–21, 2021–22